# August Gladisch
August Lorenz Gladisch (* 8. August 1804 in Altenhof, heute: Stary Dwór, bei Meseritz; † 16. November 1879 in Berlin) war ein deutscher Historiker, Philologe, Lehrer und Gymnasialdirektor.

## Jugend und Ausbildung
August Gladisch war katholisch getauft. Er besuchte das katholische Gymnasium von Groß-Glogau, wo er 1823 mit dem Zeugnis der Reife entlassen wurde.
Auf der Universität Berlin widmete er sich acht Semester lang dem Studium der Philologie und Philosophie; unter anderem hörte er Vorlesungen Hegels und Carl Ritters. Auch zu den Schülern von August Boeckh wird er gezählt. Danach forschte er an der Universität Breslau mehrere Jahre lang auf dem Gebiet der altgriechischen Philosophie und derjenigen des alten Orients.
Überdies studierte er Theologie und hat eine Zeitlang erwogen, Missionar zu werden, um die ostasiatischen Sprachen in den Ursprungsländern zu erforschen.

## Lehrtätigkeit und Beurlaubung in Posen
Da ihm seine wirtschaftlichen Verhältnisse nicht erlaubten, eine akademische Laufbahn zu verfolgen, nahm er 1832 eine Stelle als Lehrer für Geschichte, deutsche Literatur und philosophische Propädeutik  bei dem damals vereinigten Friedrich-Wilhelms- und Marien-Gymnasium zu Posen an. Beim zweisprachigen Mariengymnasium wurde er zunächst als Hilfslehrer beschäftigt, am 22. September 1836 als Oberlehrer angestellt.
1839 heiratete August Gladisch in der evangelischen Kreuzkirche in Posen die 19-jährige Cäcilie Franziska Louise Czwalina (um 1820–1909), eine Tochter seines Lehrerkollegen Paul Gottlieb Czwalina (1787–1852) und dessen Frau Theodora Nanette, geb. Meyer (1800–1890). Seinem Schwiegervater widmete er 1846 seine Schrift über das Mysterium der Ägyptischen Pyramiden und Obelisken.
In seiner Lehrtätigkeit am Mariengymnasium, seit 1841 mit dem Professorentitel, verblieb er bis 1844. Obwohl er kein Wort Polnisch verstand, war sein Verhältnis zur polnischen Bevölkerung von Sympathie und Vertrauen geprägt. Bei seiner Verabschiedung erhielt er von seinen polnischen Studierenden einen Silberpokal mit einer Inschrift, die der Schülersprecher mit der Bemerkung übersetzte, sie sei nur deshalb nicht in deutscher Sprache verfasst, um damit zu bekunden, dass es Polen seien, die ihre Dankbarkeit zum Ausdruck brächten. Im März 1848 unterzeichnete Gladisch eine Proklamation, die eine friedliche Aussöhnung zwischen Polen und Deutschen in der Region zum Ziel hatte.
Auf politischen Druck des Erzbistums, dem die Ausbildung der mit dem Mariengymnasium verbundene Alumnat für geistliche Zöglinge unterstand, legte er nach Auseinandersetzungen mit dem Direktor sein Lehramt nieder. Angeblich hatte Gladisch Geschichte, insbesondere die Reformationsgeschichte nicht vom katholischen Standpunkt aus unterrichtet. Da dies für eine Vorbildung der späteren katholischen Theologiestudenten unerlässlich schien, wurde er vom preußischen Kultusministerium bei Weiterbezug seines Professorengehalts beurlaubt. Gladisch ließ sich zunächst in Halle an der Saale nieder, wo er seine Studien als Privatdozent an der Universität fortsetzte. Zugleich konvertierte er von der katholischen zur evangelischen Konfession. In seinen Schriften bemühte sich Gladisch um den Nachweis des Einflusses großer Weltreligionen Asiens und des Orients auf die von den Vorsokratikern überlieferte Philosophie. So glaubte er in ägyptischen Pyramiden und Obelisken eine Übereinstimmung der philosophischen Lehre des Empedokles mit der Weltanschauung der Ägypter feststellen zu können; desgleichen entdeckte er Parallelen zwischen indischen Weisheitslehren und der Eleatischen Schule.
Im Zuge einer Reorganisation wurde das Gymnasium aufgelöst; im Mai 1846 wurde es wieder eröffnet, und Gladisch konnte in seine Stellung als Gymnasialprofessor zurückkehren.

## Direktor in Krotoschin
1849 wurde Gladisch zum Direktor der Höheren Bürger- und Realschule in Krotoschin gewählt. Die Anstalt wurde im ersten Jahr seiner Verwaltung aus einer fünfklassigen zu einer sechsklassigen vervollständigt und 1854 in ein städtisches Gymnasium umgewandelt, das 1861 als Königliches Wilhelms-Gymnasium vom preußischen Staat übernommen wurde. Zu den Absolventen in Gladischs Zeit gehörte der Historiker Karl Johannes Neumann. Bis 1858 amtierte August Gladisch zugleich als Direktor der städtischen höheren Mädchenschule.
In Posen hatte Gladisch der vom Festungskommandanten, dem General von Grolman gestifteten Gesellschaft Humanität angehört. Er war außerdem Mitglied der Morgenländischen Gesellschaft und der Leipziger Gesellschaft für die historische Theologie. 1852 wurde Gladisch für den 7. Wahlbezirk von Posen (Fraustadt, Kröben, Teil von Krotoschin) in die zweite Kammer des Preußischen Landtags gewählt, mit zeitweiligem Wohnsitz in Berlin. Hier wirkte Gladisch in der Kommission für Unterrichtsfragen mit. Im Oktober 1853 kündigte er an, sein Mandat niederlegen zu wollen, was den Schriftsteller Varnhagen zu dem Kommentar veranlasste: „Seine Unfähigkeit ist noch größer als seine Schlechtigkeit. Die Kammer hat einen Schaafskopf weniger, was will das sagen bei so vielen?“

## Letzte Lebenszeit in Berlin
Mit Ablauf des Schuljahres 1874/75 ging der Gymnasialdirektor August Gladisch aus Gesundheitsgründen auf eigenen Wunsch in den Ruhestand; sein Nachfolger wurde Gottfried Leuchtenberg. Gladisch zog dauerhaft nach Berlin, wo er in der letzten Lebenszeit bettlägerig war. Dennoch schrieb er weitere Aufsätze zu kulturhistorisch-philosophischen Themen.
August Gladisch wurde am 19. November 1879 auf dem Jerusalemer Kirchhof beigesetzt.
An der Beisetzung nahm der kaiserlich-chinesische Gesandte Li Fengbao teil, der den Gelehrten oft in seinem Krankenzimmer besucht hatte und einen Kranz niederlegte.

## Werke
- Über die schinesische Sprache. W. Decker, Posen 1840. 10 S. (Programm des Posener Marien-Gymnasiums, 1840) (Web-Ressource).
- Einleitung in das Verständnis der Weltgeschichte. Erste Abtheilung: Die alten Schinesen und die Pythagoreer. Heim, Posen 1841 (Web-Ressource); Zweite Abtheilung: Die Eleaten und die Indier. Heim, Posen 1844 (Web-Ressource); Bd. 1 und 2 (Web-Ressource).
- Das Mysterium der Aegyptischen Pyramiden und Obelisken. Lippert und Schmidt, Halle 1846 (Web-Ressource).
- Die entschleierte Isis. Insbesondere die Bedeutung der Obelisken und Pyramiden bei den alten Aegyptern. Rawitsch, Krotoschin 1849. 15 S. (Programm der Krotoschiner Realschule, 1849).
- Kurzer Bericht über die allmähliche Entwickelung und endliche Vervollständigung und Neugestaltung der Anstalt als Unter-Gymnasium und Real-Ober-Gymnasium. Monasch, Krotoschin 1851 (Programm der Krotoschiner Realschule, 1851) (Web-Ressource).
- Die Religion und die Philosophie in ihrer weltgeschichtlichen Entwicklung und Stellung zu einander. Hirt, Breslau 1852 (Web-Ressource).
- Empedokles und die Aegypter. Mit Erläuterungen aus den Aegyptischen Denkmälern von Dr. H. Brugsch und Jos. Passalacqua. Hinrichs, Leipzig 1858 (Web-Ressource).
- Herakleitos und Zoroaster. Eine historische Untersuchung. Krotoschin 1859. 92 S. (Programm des Krotoschiner Gymnasiums, 1859).
- Herakleitos und Zoroaster. Eine historische Untersuchung. Leipzig, Hinrichs 1859 (Web-Ressource, Web-Ressource).
- Anaxagoras und die Israeliten. Eine historische Untersuchung. Hinrichs, Leipzig 1864 (Web-Ressource).
- Die Hyperboreer und die alten Schinesen. Ostrowo 1866. 32 S. (Programm des Krotoschiner Gymnasiums, 1866) (Web-Ressource).
- Programm des Königlichen Wilhelms-Gymnasiums zu Krotoschin (1868) (Web-Ressource).
- Programm des Königlichen Wilhelms-Gymnasiums zu Krotoschin (1873) (Web-Ressource).
- Programm des Königlichen Wilhelms-Gymnasiums zu Krotoschin (1874) (Web-Ressource).
- Programm des Königlichen Wilhelms-Gymnasiums zu Krotoschin (1875) (Web-Ressource).
- Die Bedeutung der Obelisken und Pyramiden. In: Sonntags-Beilage der Norddeutschen Allgemeinen Zeitung Nr. 41, 12. Oktober 1879, S. 163 f. (Web-Ressource).
- Die vorsokratische Philosophie. In: Neue Jahrbücher für Philologie und Pädagogik. Jg. 49 (1879), Bd. 119, S. 721–733 (Web-Ressource).